# Wilson Creek (Washington)
Wilson Creek ist eine Town im Grant County im US-Bundesstaat Washington. Das U.S. Census Bureau hat bei der Volkszählung 2020 eine Einwohnerzahl von 204 ermittelt.

## Geschichte
Wilson Creek wurde offiziell am 8. Mai 1903 als Gebietskörperschaft anerkannt. Die Gemeinde hat feste Bindungen an die Agrarwirtschaft, welche die Region dominiert.
Indianer durchstreiften in den Sommermonaten das Gebiet um den Crab Creek und den Wilson Creek auf der Suche nach Nahrung. John Marlin und die Urquhart Brüder besiedelten die Region in den 1870er Jahren. Lt. Tom Symons etablierte einen militärischen Transportweg vom Fort Walla Walla zum Camp Chelan westlich der Stadt. Von der Eisenbahn wurde Wilson Creek 1892 erschlossen; die Stadt bekam einen Eisenbahnstützpunkt mit einem elfgleisigen Lokschuppen. Zack Finney begann 1892, ersten Unterricht zu erteilen. Die Schule von Wilson Creek wurde 1894 eröffnet. Ein Strom von Immigranten erreichte die Region 1901. Im selben Jahr wurde die Stadt parzelliert. Schließlich wurde die Stadt 1903 in das County eingegliedert. Der Crab Lake wurde 1909 trockengelegt.

## Geographie
Ein größerer Bach desselben Namens fließt in der Nähe. Gleichfalls in der Nähe der Stadt liegt der durch den Pinto Dam aufgestaute Billy Clapp Lake, Teil des großangelegten Columbia Basin Project. Nach dem United States Census Bureau nimmt die Stadt eine Gesamtfläche von 2,49 km² ein, worunter keine Wasserflächen sind.

### Klima
In Wilson Creek herrscht nach der Klimaklassifikation nach Köppen und Geiger ein semiarides Klima (abgekürzt „BSk“).

## Demographie
| Jahr | Einwohner¹ |
| ---- | ---------- |
| 1910 | 405        |
| 1920 | 300        |
| 1930 | 216        |
| 1940 | 210        |
| 1950 | 337        |
| 1960 | 252        |
| 1970 | 184        |
| 1980 | 222        |
| 1990 | 148        |
| 2000 | 227        |
| 2010 | 205        |
| 2020 | 204        |

¹ 1910–2020: Volkszählungsergebnisse

### Census 2000
Nach der Volkszählung von 2000 gab es in Wilson Creek 227 Einwohner, 96 Haushalte und 60 Familien. Die Bevölkerungsdichte betrug 88,5 pro km². Es gab 108 Wohneinheiten bei einer mittleren Dichte von 42,1 pro km². 
Die Bevölkerung bestand zu 93,39 % aus Weißen, zu 1,32 % aus Indianern, zu 0,88 % aus Asiaten, zu 0,88 % aus anderen „Rassen“ und zu 3,52 % aus zwei oder mehr „Rassen“. Hispanics oder Latinos „jeglicher Rasse“ bildeten 2,64 % der Bevölkerung.
Von den 96 Haushalten beherbergten 27,1 % Kinder unter 18 Jahren, 53,1 % wurden von zusammen lebenden verheirateten Paaren, 5,2 % von alleinerziehenden Müttern geführt; 37,5 % waren Nicht-Familien. 29,2 % der Haushalte waren Singles und 14,6 % waren alleinstehende über 65-jährige Personen. Die durchschnittliche Haushaltsgröße betrug 2,36 und die durchschnittliche Familiengröße 2,97 Personen.
Der Median des Alters in der Stadt betrug 42 Jahre. 25,6 % der Einwohner waren unter 18, 4,8 % zwischen 18 und 24, 23,8 % zwischen 25 und 44, 25,6 % zwischen 45 und 64 und 20,3 % 65 Jahre oder älter. Auf 100 Frauen kamen 99,1 Männer, bei den über 18-Jährigen waren es 96,5 Männer auf 100 Frauen.
Alle Angaben zum mittleren Einkommen beziehen sich auf den Median. Das mittlere Haushaltseinkommen betrug 23.750 US$, in den Familien waren es 24.375 US$. Männer hatten ein mittleres Einkommen von 31.667 US$ gegenüber 11.250 US$ bei Frauen. Das Pro-Kopf-Einkommen betrug 11.464 US$. Etwa 21,6 % der Familien und 27,4 % der Gesamtbevölkerung lebte unterhalb der Armutsgrenze; das betraf 47,2 % der unter 18-Jährigen und 4,7 % der über 65-Jährigen.

### Census 2010
Nach der Volkszählung von 2010 gab es in Wilson Creek 205 Einwohner, 94 Haushalte und 56 Familien. Die Bevölkerungsdichte betrug 82,4 pro km². Es gab 116 Wohneinheiten bei einer mittleren Dichte von 46,6 pro km². 
Die Bevölkerung bestand zu 91,2 % aus Weißen, zu 1,5 % aus Indianern, zu 1 % aus Asiaten, zu 2,4 % aus anderen „Rassen“ und zu 3,9 % aus zwei oder mehr „Rassen“. Hispanics oder Latinos „jeglicher Rasse“ bildeten 8,3 % der Bevölkerung.
Von den 94 Haushalten beherbergten 24,5 % Kinder unter 18 Jahren, 42,6 % wurden von zusammen lebenden verheirateten Paaren, 9,6 % von alleinerziehenden Müttern und 7,4 % von alleinstehenden Vätern geführt; 40,4 % waren Nicht-Familien. 35,1 % der Haushalte waren Singles und 21,3 % waren alleinstehende über 65-jährige Personen. Die durchschnittliche Haushaltsgröße betrug 2,18 und die durchschnittliche Familiengröße 2,77 Personen.
Der Median des Alters in der Stadt betrug 50,8 Jahre. 20 % der Einwohner waren unter 18, 7,3 % zwischen 18 und 24, 14,7 % zwischen 25 und 44, 28,2 % zwischen 45 und 64 und 29,8 % 65 Jahre oder älter. Von den Einwohnern waren 47,3 % Männer und 52,7 % Frauen.